# 베슬리헴 스틸

베슬리헴 스틸(Bethlehem Steel)은 미국의 과거의 제강 기업으로, 본사는 펜실베이니아주 동부 노샘프턴군 베슬리헴에 위치해 있다. 20세기 대부분에 베슬리헴 스틸은 세계 최대의 철강 생산 및 조선 기업들 중 하나였다. 기업의 성공과 생산성으로 인해 이 기업은 세계에서 미국의 제조 리더십의 상징이었으며 20세기 말 쇠퇴와 청산은 미국의 줄어든 제조업 리더십의 본보기로 언급된다. 1857년 설립부터 2003년 해체에 이르는 동안 베슬리헴 스틸의 본사와 주요 제철소 시설들은 미국 펜실베이니아주 베슬리헴에 위치했다.

## 미국의 랜드마크에 대한 영향
다리
- 조지 워싱턴 교
- 골든게이트 교
- 피스 브리지
- 베라자노 내로스 교

건물
- 앨커트래즈섬
- 엠파이어 스테이트 빌딩
- 매디슨 스퀘어 가든
- 머챈다이즈 마트
- 원 체이스 맨해튼 플라자
- 록펠러 센터
- 월도프 애스토리아 뉴욕

댐
- 보네빌 댐
- 그랜드쿨리댐
- 후버 댐

철도
- 샌프란시스코 시영 철도

## 같이 보기
- 조지프 와튼